# قرار مجلس الأمن التابع للأمم المتحدة رقم 1414
قرار مجلس الأمن التابع للأمم المتحدة رقم 1414، المعتمد بدون تصويت في 23 أيار / مايو 2002، بعد دراسة طلب جمهورية تيمور الشرقية الديمقراطية للانضمام إلى عضوية الأمم المتحدة، أوصى المجلس الجمعية العامة بقبول طلب تيمور الشرقية.
وفي وقت لاحق، قبلت الجمعية العامة انضمام تيمور الشرقية إلى الأمم المتحدة في 27 سبتمبر / أيلول 2002 بموجب القرار 57/3.

## روابط خارجية
- نص القرار في undocs.org